# Перелік шосейних чоловічих велоперегонів
Це перелік важливих подій шосейних чоловічих велосипедних перегонів. Список включає лише шосейні перегони,  жодних трекових, гірських або велокросів.

## Чемпіонати
У цих змаганнях провадяться дві гонки: групова та індивідуальна з роздільним стартом. Три кращих спортсмена отримують медалі.
- Світовий тур UCI, раніше був UCI ProTour
- П’ять континентальних контурів UCI ( Африка, Америка, Азія, Європа та Океанія )
- Чемпіонат світу
- Національний чемпіонат

## Одноденні перегони
Монументальні, елітні та Одноденні перегони вищої категорії (1.HC ) включають перегони, які є частиною Всесвітнього туру UCI, а також перегони, організовані ASO, RCS та Unipublic.

### Класичні велоперегони "монументальні"
Найпрестижніші і найстаріші велоперегони.
- Мілан—Санремо , Італія
- Тур Фландрії , Бельгія
- Париж — Рубе , Франція
- Льєж — Бастонь — Льєж , Бельгія
- Джиро ді Ломбардія , Італія

### Додаткові елітні одноденні перегони
Одноденні велоперегони, разом з монументальними входять до Світового туру UCI.
- Strade Bianche , Італія
- Cadel Evans Great Ocean Road Race , Австралія
- E3 Harelbeke , Бельгія
- Гент – Вевельгем , Бельгія
- Флеш Валонь , Бельгія
- Золотий забіг Amstel , Нідерланди
- Класика де Сан-Себастьян , Іспанія
- Гран-прі Західної Франції , Франція
- Цикласики Vattenfall , Німеччина
- Гран-прі Квебека , Канада
- Гран-прі Монреаля , Канада

### Основні одноденні перегониКонтинентальних турівUCI(1. HC)
У сезоні 2016 року всі, крім самих перших та останніх 1.HC проводяться в Європі.
- Трофео Лайгуелья , Італія (1.HC у 2015 році)
- Omloop Het Nieuwsblad , Бельгія, раніше відомі як Omloop Het Volk
- Куурн-Брюссель-Куурн , Бельгія
- Гран-Преміо ді Лугано , Швейцарія
- Nokere Koerse , Бельгія
- Dwars двері Vlaanderen , Бельгія (1.HC у 2013 р.)
- Scheldeprijs , Бельгія
- Brabantse Pijl , Бельгія (1.HC у 2011 р.)
- GP de Denain, Франція
- Rund um den Finanzplatz Eschborn-Frankfurt , Німеччина
- Гран-прі кантону Ааргау , Швейцарія
- RideLondon – Surrey Classic , Велика Британія
- Брюссельська велосипедна класика , Бельгія (колишні Париж-Брюссель)
- GP du Fourmies , Франція
- GP Impanis-Van Petegem , Бельгія
- Джиро дель Емілія , Італія
- Гран Преміо Бруно Бегеллі , Італія
- Tre Valli Varesine , Італія
- Мілан — Турин , Італія
- Гран П'ємонт , Італія
- Мюнстерланд Жиро , Німеччина
- Париж – Тури , Франція
- Кубок Японії , Японія

### Інші одноденні перегониКонтинентальних турівUCI(1.1 або 1.2)
- Rund um Köln , Німеччина
- Arnhem-Veenendaal Classic , Нідерланди, раніше відомі як Veenendaal-Veenendaal (1. HC з 2005 по 2010 рік)
- Escalada a Montjuïc , Іспанія
- Grand Prix d'Ouverture La Marseillaise , Франція
- Вуельта а Мурсія , Іспанія (гонка на 2,1 етапі до 2012 року)
- GP делла Коста Етрускі , Італія
- Класика Примавера , Іспанія
- Від Мельбурна до Warrnambool Classic , Австралія
- Ронде ван Дренте , Нідерланди
- GP Мігель Індурейн , Іспанія (1.HC з 2007 по 2012 рік)
- Міжнародний чемпіонат Філадельфії , США (1.HC з 2005 по 2012 рік)
- Volta Limburg Classic , Нідерланди, раніше відома як Хель ван хет Мергелланд
- Меморіал Марко Пантані , Італія
- Класичне читання , США
- Rund um die Hainleite , Німеччина
- Субіда а Уркіола , Іспанія
- Трофео Майорка , Іспанія
- Класика де Альмерія , Іспанія (1. HC у 2012 та 2013 рр.)
- Трофей Бомон , Велика Британія
- Rutland – Melton International CiCLE Classic , Велика Британія
- Тур по Алмати , Казахстан
- Тур де Вандея , Франція (1.HC з 2010 по 2013 рік)
- Nationale Sluitingsprijs , Бельгія
- Chrono des Nations , Франція, хронометраж

### Неіснуючі
(рік останнього проведення)
У ході історії декотрі перегони завершили своє існування, знизили статус до аматорських або стали попередниками існуючих перегонів.
- Lancaster Classic , США
- Grote Prijs Gerrie Knetemann , Нідерланди
- Бордо – Париж , Франція (1988)
- Classique des Alpes , Франція (2004)
- Ейндговенський командний час , Нідерланди (2007)
- Гран-Преміо ді Лугано , Швейцарія (1979) , відтоді одноденна гонка
- Гран-прі Америки , Канада, (1992)
- Гран-прі Націй , Франція (2004)
- GP Wolber , Франція, (1931)
- Париж – Брест – Париж , Франція, (1951) (продовжується як аматорський захід на витривалість ультрамарафону)
- Париж-Клермон-Ферран , Франція, (1953)
- Париж – Руан (перша велопробіг), Франція, (1869)
- Гран-прі Сан-Франциско , США, (2005)
- Трофео Бараккі , Італія, (1991)
- Wincanton Classic , Велика Британія, (1997)
- Жиро дель Лаціо , Італія
- Дельта Профронде , Нідерланди
- Цюрі-Мецгете , Швейцарія (2006) (продовження в 2008 році як аматорський захід)
- Коппа Плаччі , Італія (2008)
- Жиро дель Венето , Італія (1. HC з 2005 по 2009 рік)

## Багатоетапові перегони
Гранд тури, елітні та багатоетапові перегони вищої категорії (2.HC) включають перегони, які є частиною UCI ProTour, а також перегони, які організовуються ASO, RCS та Unipublic.

### Гранд тури
3-тижневі Гранд Тури, найпрестижніші багатоденні велеперегони.
- Джиро д'Італія , Італія
- Тур де Франс , Франція
- Вуельта Іспанії , Іспанія

### Додаткові елітні етапові гонки (світовий рейтинг)
Багатоденні велоперегони, що входять до Світовий тур UCI.
- Тур Даун Андер , Австралія
- Париж-Ніцца , Франція
- Тірено-Адріатико , Італія
- Вуельта Каталонії , Іспанія
- Тур Країни Басків , Іспанія
- Тур де Романді , Швейцарія
- Крітеріум ду Дофіне , Франція
- Тур Швейцарії , Швейцарія
- Тур Польщі , Польща
- Тур BinckBank , Бельгія , Нідерланди

### Основні перегониКонтинентальних турівUCI(2.HC)
Багатоденні велоперегони вищої категорії (2.HC), найпрестижніші у Континентальних турах.
- Тур по Хорватії,  Хорватія
- Дубайський тур , ОАЕ
- Тур по Катару , Катар
- Тур Оманом , Оман
- Тур де Лангкаві , Малайзія
- Critérium International , Франція
- Три дні Де Панна , Бельгія
- Джиро дель Трентіно , Італія (2. HC з 2011 р.)
- Тур по Туреччині , Туреччина (2. HC з 2010 р.)
- Чотири дні Дюнкерка , Франція
- Тур по Каліфорнії , США
- Тур по Норвегії , Норвегія
- Тур по Бельгії , Бельгія
- Тур де Люксембург , Люксембург
- Екскурсія по озеру Цинхай ,  КНР
- Тур де Валонія , Бельгія
- Данія Рундт , Данія
- Тур по Юті , США (2.HC у 2015 році)
- Вуельта Бургоса , Іспанія
- Арктичний рейс Норвегії , Норвегія
- Тур по Британії , Велика Британія
- Тур в Абу-Дабі , ОАЕ

### Інші перегониКонтинентальних турівUCI(2.1 або 2.2)
Окрім багатоденних велоперегонів вищої категорії(2.HC), до Континентальних турів входять перегони першої та другої категорії (2.1 и 2.2).
- Herald Sun Tour,  Австралія
- Тур Австрії,  Австрія (2.HC з 2006)
- Volta a Portugal,  Португалія (2.HC з 2005 до 2009)
- Brixia Tour,  Італія
- Hong Kong Road Cycling Race,
- An Post Rás,  Ірландія
- Route du Sud,  Франція
- Setmana Catalana de Ciclisme,  Іспанія
- Settimana internazionale di Coppi e Bartali,  Італія
- Ster Elektrotoer,  Нідерланди
- Tour de Beauce,  Канада
- Tour de l'Avenir,  Франція
- Tour of Slovenia,  Словенія
- Tour of Sibiu,  Румунія
- Tour de Singkarak,  Індонезія
- Tour of South China Sea,  КНР,
- Tour of Iran (Azerbaijan),  Іран
- Vuelta a Colombia,  Колумбія
- Vuelta a Asturias,  Іспанія
- Vuelta a Castilla y León,  Іспанія
- Vuelta a Andalucía,  Іспанія
- Volta a la Comunitat Valenciana,  Іспанія
- World Ports Cycling Classic,  Бельгія
- Tour of Estonia,  Естонія
- Tour of Alberta,  Канада
- Tour de Yorkshire,  Велика Британія
- Tour de Limousin,  Франція (2.HC в 2011 та 2012)
- Okolo Slovenska,  Словаччина
- La Tropicale Amissa Bongo,  Габон
- Tour Internationale d'Oranie,  Алжир
- Tour International de Blida,  Алжир
- Tour du Cameroun,  Камерун
- Tour International de Setif,  Алжир
- Tour Internationale d'Annaba,  Алжир
- Tour International de Constantine,  Алжир
- Tour du Maroc,  Марокко
- Tour Eritrea,  Еритрея
- Tour du Sénégal,  Сенегал
- Tour de Tunisie,  Туніс
- Tour Ethiopian Meles Zenawi,  Ефіопія
- Tour de Côte d'Ivoire-Tour de la Réconciliation,  Кот-д'Івуар
- Grand prix Chantal Biya,  Камерун
- Tour du Faso,  Буркіна-Фасо
- Tour of Rwanda,  Руанда

### Інші етапові перегони
- Тур де Перт , Австралія

### Неіснуючі
(рік останнього проведення)
- Тур Пекіна,  (2014)
- Deutschland Tour,  (2008)
- Course de la Paix,   (2006)
- Tour of Rhodes,  (2003)
- Grand Prix des Nations,  (2004)
- Grand Prix du Midi Libre,  (2004)
- Petit Tour de France/Ronde de France,  (1946)
(Little Tour de France, проводились під час та після Другої світової війни)
- Tour of Ireland,  (2009)
- Bayern-Rundfahrt ,  (2015)
- Giro di Padania , (2012)
- Giro della Sicilia , (1977)
- Roma–Napoli–Roma , (1961)
- Ronde van Nederland , (2004) (наступні Eneco Tour)
- Catalan Cycling Week ,  (2005)
- Euskal Bizikleta , (були інтегровані у Vuelta al País Vasco)
- Vuelta a Galicia , (2000)
- Coors Classic , (1988) (наступні the Tour de Trump)
- Tour de Trump , (1990) (наступні the Tour DuPont)
- Tour DuPont , (1996)
- Tour of Missouri ,
- Tour de Georgia ,
- USA Pro Cycling Challenge , (2015)
- Colorado Classic , (2018) — продовжуються як самостійні жіночі перегони

## Багатоденні, одноетапові перегони
- Перегони по Америці , США 9-денні одноетапові 4 800 км (3 000 миля)
- Велоперегони TransAm , США 17-денні одноетапові, не підтримуються 7 100 км (4 400 миля)
- Трансконтинентальний рейс , Європейський Союз 7-10 днів одноетапові, не підтримуються 3 200 до 4 200 км (2 000 до 2 600 миля)

## Дивитись також
- Шосейний велоспорт
- Міжнародний союз велосипедистів

## Зовнішні посилання
- Впорядкований за датою список вебсайтів міжнародних велосипедних перегонів : Особливо вебсайти організаторів заходів UCI.